# Sphaerocera curvipes
Sphaerocera curvipes – gatunek muchówki z rodziny Sphaeroceridae i podrodziny Sphaerocerinae.
Gatunek ten opisany został w 1805 roku przez Pierre’a-André Latreille’a.
Muchówka o ciele długości około 3 mm. Tułów jej cechuje brak ząbków na tylnym brzegu tarczki oraz krótko owłosione, pozbawione guzków śródplecze i sternopleury. Odnóża tylnej pary mają nieco zgrubiałe golenie i zakrzywione, kolcowate szczecinki na spodzie nasadowych członów stóp, a u samców ponadto silnie nabrzmiałe uda. Przednie odnóża mają stopy ubarwione w całości czarno.
Gatunek kosmopolityczny.